# Kennedia nigricans
Kennedia nigricans är en ärtväxtart som beskrevs av John Lindley. Kennedia nigricans ingår i släktet Kennedia och familjen ärtväxter. Inga underarter finns listade i Catalogue of Life.

## Bildgalleri

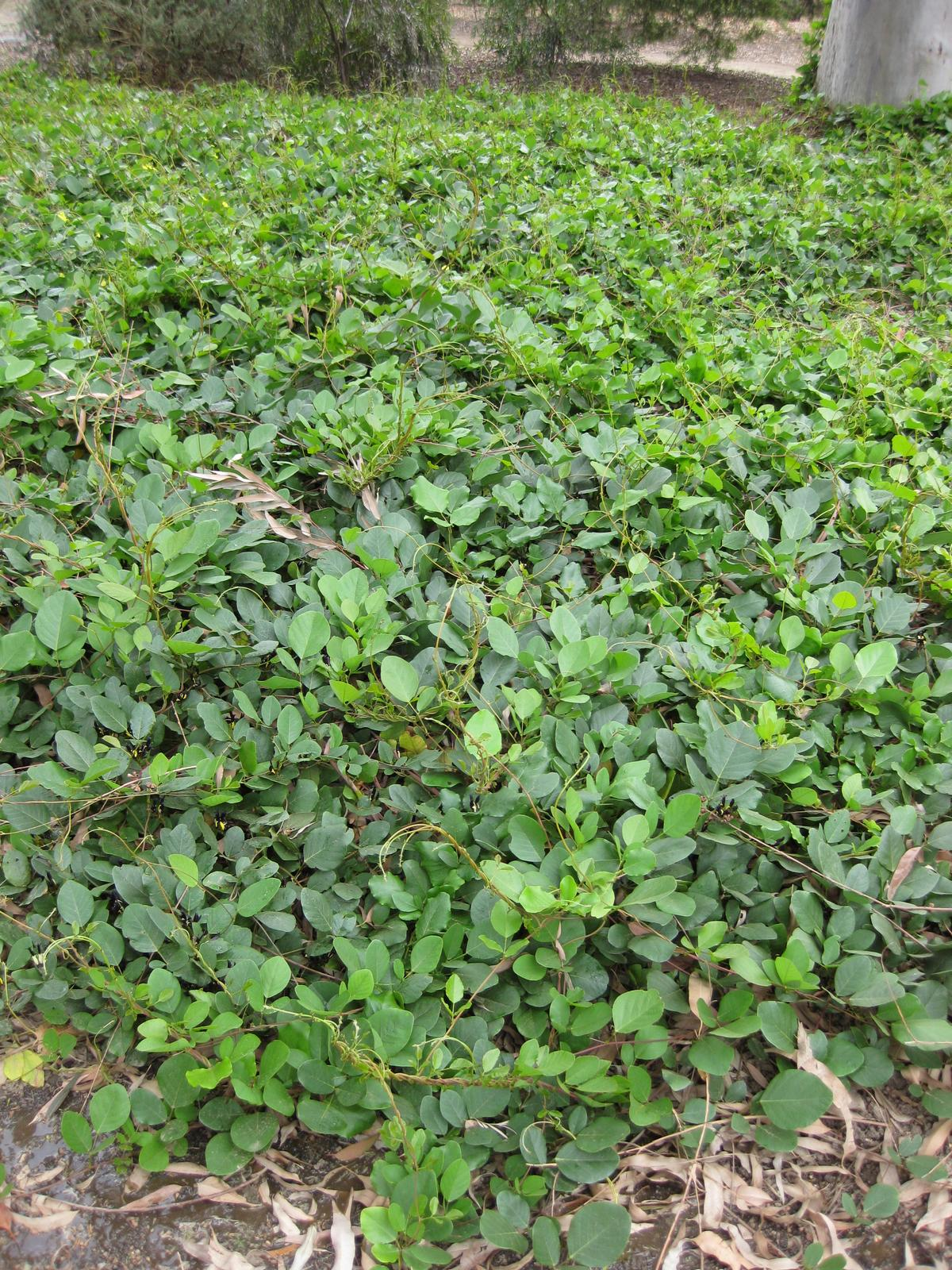
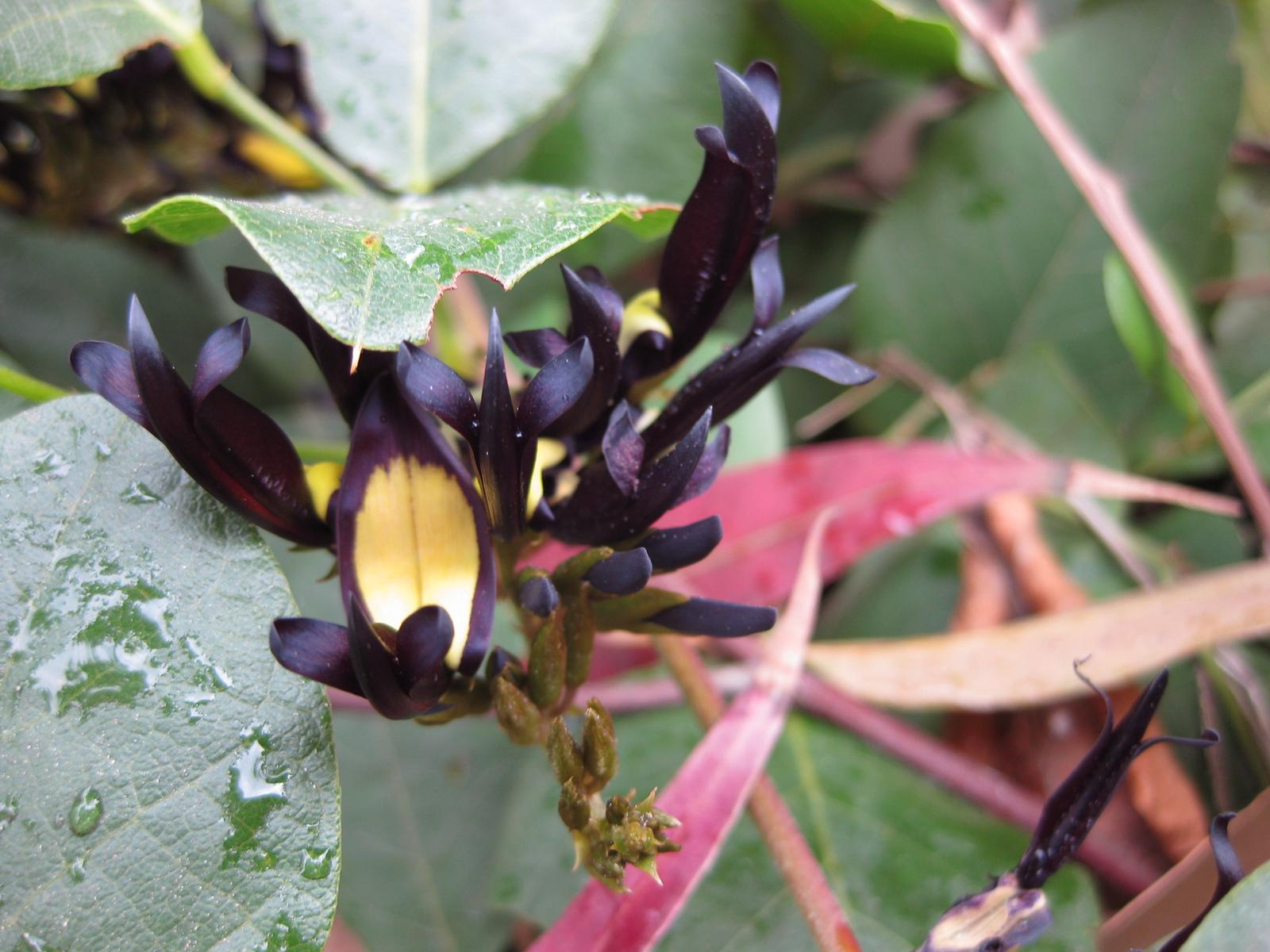
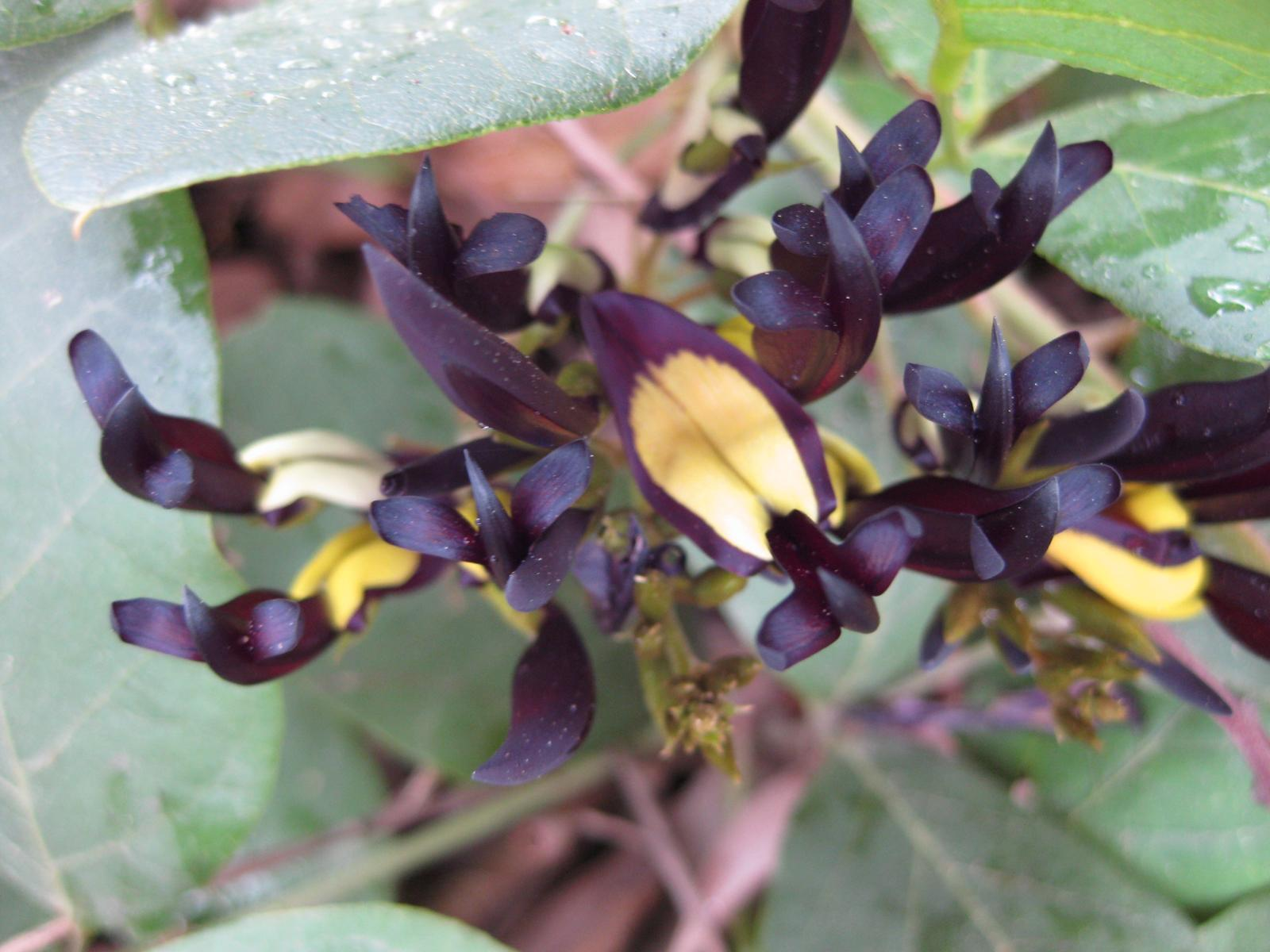
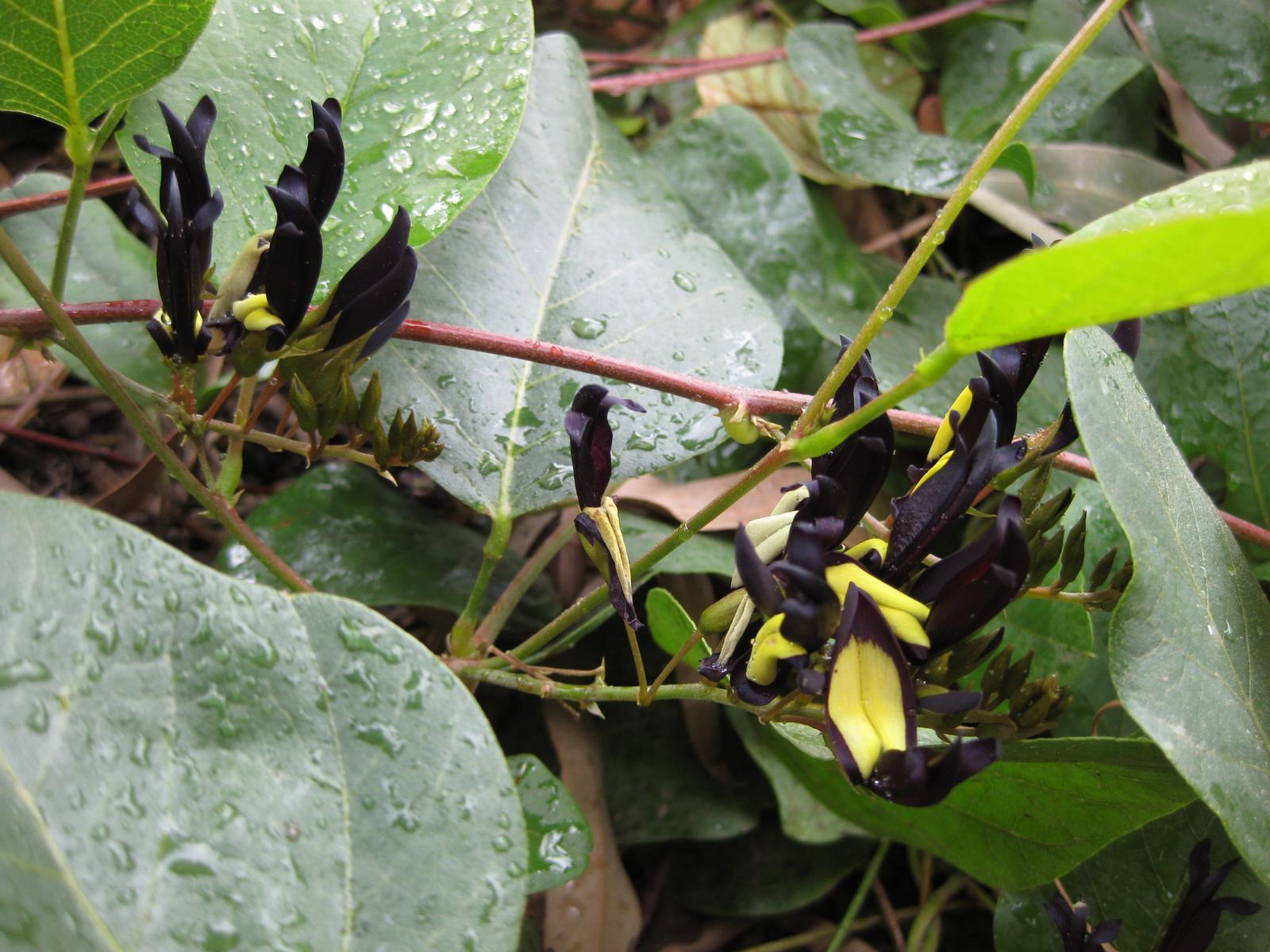